# Potjo-potjo
Potjo-potjo (Indonesisch: poco-poco) is een populaire linedance uit de provincie Noord-Molukken in Indonesië. Het is een moderne dans met kenmerken van traditionele volksdans uit de Austronesische cultuur. Het wordt beschouwd als een van de nationale dansen van Indonesië.

## Geschiedenis
Potjo-potjo ontwikkelde zich in 1993 en wordt gedanst in Indonesië en Maleisië. In de beginjaren werd het in de Noord-Molukken uitsluitend gedanst in kringen met een persoonlijke band, zoals die van gezin, familie en vrienden. De dans werd begeleid door een lied uit de Noord-Molukken dat ook de titel poco-poco draagt en dat werd gecomponeerd door Arie Sapulette, songwriter uit Ternate (Indonesië). Dit liedje werd in 1995 zeer populair, nadat het werd gezongen door Yopie Latul (1955-2020), een bekende zanger uit die tijd. Het lied en/of de dans werden onderdeel van huwelijksfeesten, familiereünies en andere gemeenschapsevenementen.
Eind jaren negentig verspreidde de dans zich geleidelijk naar andere regio's in Indonesië. Aanvankelijk genoot de dans en het lied slechts populariteit als ritmische gymnastiek in kringen van het Indonesisch Nationaal Leger (TNI) en het Indonesisch Nationaal Politiekorps (Polri). Nadat de potjo-potjo dans op de nationale televisiezender TVRI in het programma Dansa Yo Dansa (Laten we dansen) verscheen, verwierf de dans nationale bekendheid. Sindsdien wordt de dans door veel Indonesiërs beoefend als onderdeel van hun ochtendoefeningen. Sommige gemeenschappen hebben ook geprobeerd hun lokale traditionele danspasjes in de dans te integreren. In de provincie Papoea wordt de dans gecombineerd met boogschietbewegingen, terwijl deze in West-Java wordt gecombineerd met de traditionele Soendanese dans Jaipong.
De potjo-potjo dans wordt vaak door moderne dansstudio's met een verscheidenheid aan nieuwe figuren uitgevoerd. In Nederland en Suriname, landen waar Indonesische gemeenschappen aanwezig zijn, worden diverse varianten van de potjo-potjo gedanst.
In Indonesië wordt de dans hedendaags uitgevoerd tijdens culturele vieringen en officiële nationale evenementen. Ook wordt de dans gebruikt voor wedstrijden op nationaal niveau als gymnastieksportevenement.

## Dans
In de dans stellen vrouwen en mannen zich gemengd in formatie op: lijnen en kolommen. Allen voeren tezamen dezelfde figuren uit, waarbij ze achtereenvolgens in vier richtingen van de ruimte bewegen. De dans heeft zes hoofdfiguren, die bestaan uit gestructureerde danspasjes met bewegingen zoals draaien, schudden en wiegen op het ritme met armgebaren. Elk van de zes dansfiguren wordt herhaaldelijk uitgevoerd in de vier hoofdrichtingen, met twee rotaties tegen de klok in. De overeenkomst tussen elk figuur is dat de danspasjes beginnen met twee pasjes naar rechts en twee stappen naar links, vervolgens achteruit en terug naar voren met een draai. Deze pasjes zijn afkomstig uit activiteiten in de landbouw, zoals het plukken van kruidnagels, het planten van rijst en het pellen van kokosnoten.
Er wordt gedanst op de 4/4 maat. Poco-poco is makkelijk te dansen op allerlei muzieksoorten, onder andere dangdut, calypso of chachacha.

## Trivia

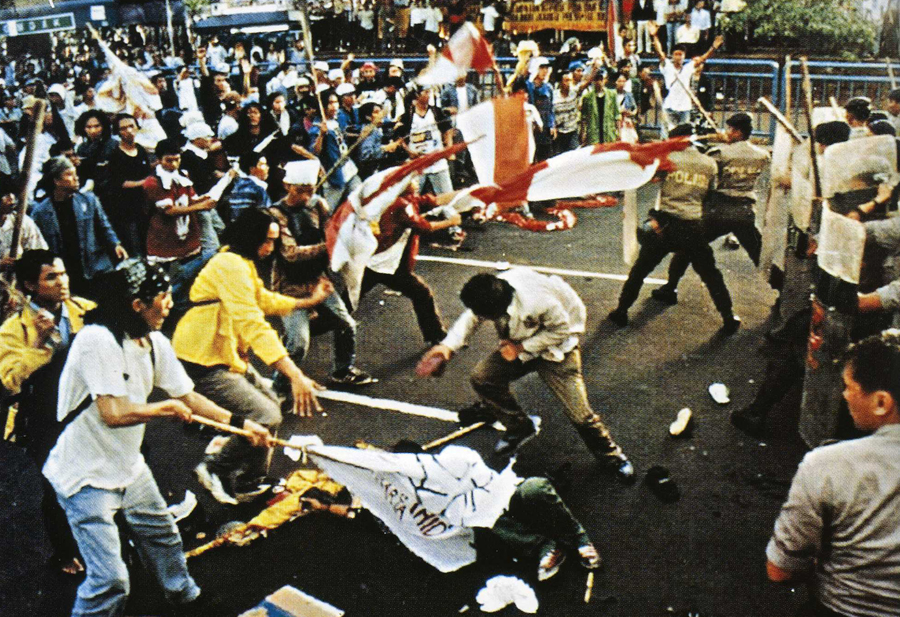
Confrontatie tussen demonstrerende studenten van Universiteit Trisakti en de politie (mei 1998).

- Begin 1998, kort voor het aftreden van dictator Soeharto, demonstreerden duizenden studenten en eisten zijn aftreden. Oproertroepen voelden zich machteloos om hen uiteen te drijven. Vervolgens zetten ze luidsprekers op, begonnen potjo-potjo-muziek te spelen en vroegen de studenten ten dans. Gecharmeerd door het onweerstaanbare ritme van de melodie begonnen de demonstranten met de politie te dansen.[6]
- Yopie Latul (1955-2020) wint de Indonesische Muziekprijs 2001 in de categorie beste disco-/housemuziek/rap-/dansmuziek/zanger met het populaire etnische nummer "Potjo-potjo" (1995).[7][8]
- In 2011 vaardigden islamitische geleerden en geestelijken uit de Maleisische staat Perak een edict uit waarin de dans werd verboden.[9] Ze beweren dat hiermee geleidelijk aan sectarische elementen en andere religieuze overtuigingen zullen ontstaan, waaronder het christendom, gezien de danspasjes een teken van het kruis maken. Maleisie heeft als land een moslimmeerderheid; echter de geestelijken in de rest van het land vonden een verbod niet nodig.[10] Hoewel de geestelijken lokaal wel religieus gezag hebben, heeft het edict geen juridische gevolgen.
- Op 5 augustus 2018 nam president Joko Widodo van Indonesië deel aan een massale potjo-potjo-dans op straat voor het Nationaal Monument in Jakarta ter promotie van de Aziatische Spelen in Indonesië. Volgens Guinness World Records waren er 52.121 deelnemers, waarmee het wereldrecord werd verbroken als de grootste groep potjo-potjodansers.[11][12]